# 16 февраля
16 февраля — 47-й день года  по григорианскому календарю.
До конца года остаётся 318 дней (319 дней в високосные годы).
До 15 октября 1582 года — 16 февраля по юлианскому календарю, с 15 октября 1582 года — 16 февраля по григорианскому календарю.
В XX и XXI веках соответствует 3 февраля по юлианскому календарю.

## Праздники и памятные дни
См. также: Категория:Праздники 16 февраля

### Национальные
- КНДР — День сияющей звезды (День рождения Ким Чен Ира).
- Литва — День восстановления Литовского государства.
- Украина — День единения[2].

### Религиозные

#### Католицизм
- Память Иулиании Никомедийской;
- память святого Онисимуса Византийского;
- память Египетских мучеников Элиаса, Даниила, Исайи, Иеремии и Самуила[англ.].

#### Православие[3]
- Память праведных Симеона Богоприимца и Анны пророчицы (I);
- память равноапостольного Николая (Касаткина), архиепископа Японского (1912);
- память священномучеников Иоанна Томилова, Тимофея Изотова, Адриана Троицкого, Василия Залесского, пресвитеров, преподобномученика Владимира (Загребы), мученика Михаила Агаева (1938);
- память пророка Азарии (X в до Р.X.)[4];
- память мучеников Папия Памфилийского, Диодора Пергийского (Памфилийского), Клавдиана (250)[5];
- память мученика Власия (Вукола) Кесарийского (Капподакийского), пастуха (III)[6];
- память мучеников Адриана Ванейского, Кесарийского (Палестинского) и Еввула (ок. 308—309)[7];
- память благоверного князя Романа Угличского (1285);
- память святителя Симеона, епископа Полоцкого и Тверского (1289);
- память святителя Игнатия Мариупольского (1768)[8];
- попразднство Сретения Господня.

### Именины
- Католические: Даниил, Иеремия, Исайя, Онисим, Самуил, Элиас, Юлиана.
- Православные: Адриан, Азария, Анна, Василий, Владимир, Власий/Вукол, Диодор, Еввул, Иван, Клавдиан, Клавдий, Михаил, Николай, Павел, Папий, Роман, Симеон, Симон, Тимофей.

## События

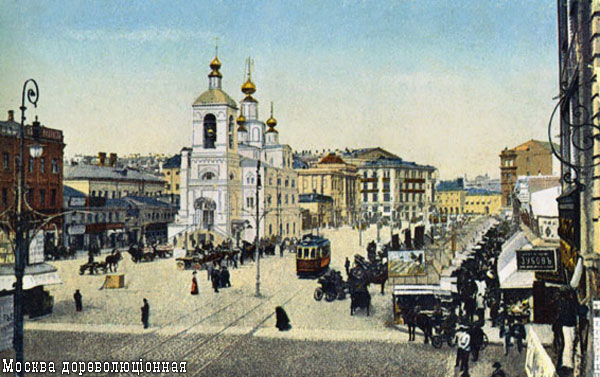
Храм Параскевы Пятницы в Охотном Ряду

См. также: Категория:События 16 февраля

### До XX века
- 1270 — в битве при Карусе войска Литовского княжества одержали победу над рыцарями Ливонского ордена.
- 1568 — испанская инквизиция вынесла смертный приговор всем жителям Нидерландов[9].
- 1571 — Иван Грозный утвердил первый в России воинский устав — «Боярский приговор о станичной и сторожевой службе».
- 1704 — Варшавская конфедерация (1704) низложила Августа Сильного и провозгласила Бескоролевье, что послужило причиной Гражданской войны в Польше.
- 1722 — Пётр I подписал «Указ о наследии престола», согласно которому император назначал преемника по своему усмотрению, а не по старшинству.
- 1837 — в кораблекрушении английского парусника «Jane and Margaret» близ острова Мэн погибло более двухсот человек[10].
- 1854 — Основана крепость Верный (с 1921 года — Алма-Ата, столица Казахстана в 1929—1997 годах).

### XX век
- 1916 — Первая мировая война: войска Русской армии захватили турецкий город Эрзурум.
- 1918 — провозглашена независимость Литвы от России и Германии.
- 1918 — провозглашена Кубанская Народная Республика.
- 1919 — Коллегия Наркомата юстиции приняла первое постановление об организации вскрытия мощей святых на территории России.[источник не указан 913 дней]
- 1923 — Говард Картер вскрыл гробницу фараона Тутанхамона.
- 1925 — в Минске открыта Библиотека Института белорусской культуры (Инбелкульт)[11].
- 1936 — в Испании на парламентских выборах «Народный фронт» (коалиция левых партий) получает 256 мест против 165 мест у правых партий и 52 мест у центристских партий.
- 1948 — американским астрономом Джерардом Койпером открыта Миранда, спутник Урана.
- 1957 — в СССР учреждена медаль «За спасение утопающих».
- 1960 — в Кремле на конференции «За разоружение» Патриарх Алексий I заявил о гонениях и трагическом положении Церкви[12].
- 1968 — в городе Хейливилле (штат Алабама) начала функционировать первая в США служба спасения — 911.
- 1976 — в СССР с конвейера Камского автомобильного завода сошёл первый автомобиль марки КАМАЗ.
- 1978 — создана первая компьютерная электронная доска объявлений — BBS.
- 1992 — на совещании Организации экономического сотрудничества (ОЭС) в Тегеране в неё приняты Азербайджан, Узбекистан, Туркменистан, Кыргызстан и Таджикистан.
- 1995 — катастрофа DC-8 в Канзас-Сити. Погибли все 3 человека на борту.
- 1998 — крупнейшая авиакатастрофа на Тайване: при заходе на посадку потерпел катастрофу самолёт Airbus A300. Погибли 203 человека — 196 на борту и 7 на земле.
- 1999 — теракт в Ташкенте, 16 погибших.
- 2000 — крушение грузового самолёта Douglas DC-8 вблизи Сакраменто, Калифорния, 3 погибших.

### XXI век
- 2001 — в Приштине (Косово) произошёл теракт — подрыв автобуса «Ниш-экспресс»[13].
- 2005 — вступил в силу Киотский протокол.
- 2008 — присвоение Воронежу звания «Город воинской славы».
- 2014 — катастрофа DHC-6 под Дхикурой[англ.].
- 2024 — смерть Алексея Навального

## Родились
См. также: Категория:Родившиеся 16 февраля

### До XIX века
- 1222 — Нитирэн (ум. 1282), японский буддийский пророк, основатель учения нитирэн-сю, автор «Трактата об установлении, исправлении и умиротворении государства».
- 1497 — Филипп Меланхтон (ум. 1560), немецкий гуманист, теолог, евангелический реформатор, сподвижник Мартина Лютера.
- 1514 — Георг Иоахим фон Ретик (ум. 1574), немецкий математик и астроном, единственный ученик Николая Коперника и пропагандист его наследия.
- 1519 — Гаспар II де Колиньи (ум. 1572), французский государственный деятель, адмирал Франции, один из вождей гугенотов.
- 1620 — Фридрих Вильгельм I (ум. 1688), курфюрст Бранденбурга и герцог Пруссии (1640—1688).
- 1698 — Пьер Бугер (ум. 1758), французский учёный, один из основателей фотометрии.
- 1731 — Марчелло Баччарелли (ум. 1818), итальянский художник-портретист эпохи барокко.
- 1740 — Джамбаттиста Бодони (ум. 1813), итальянский издатель, типограф, художник-шрифтовик, гравёр.

### XIX век
- 1804 — Жюль-Габриель Жанен (ум. 1874), французский писатель, критик и журналист, член Французской академии.
- 1813 — Семён Гулак-Артемовский (ум. 1873), украинский и русский оперный певец (баритон), композитор, драматург.
- 1821 — Генрих Барт (ум. 1865), немецкий историк, филолог, географ, путешественник, исследователь Африки.
- 1822 — Фрэнсис Гальтон (ум. 1911), английский исследователь, антрополог, психолог, создатель первых тестов интеллекта.
- 1831 — Николай Лесков (ум. 1895), русский писатель, публицист, литературный критик.
- 1834 — Эрнст Геккель (ум. 1919), немецкий естествоиспытатель, философ, автор терминов питекантроп, экология и др.
- 1838 — Александр Веселовский (ум. 1906), русский филолог, историк литературы, академик.
- 1845 — Джордж Кеннан (ум. 1924), американский журналист, путешественник, автор книг о Сибири и сибирской ссылке.
- 1852 — Чарльз Тейз Рассел (ум. 1916), американский религиозный деятель, основатель движения Свидетелей Иеговы.
- 1864 — Евгения Мравина (наст. фамилия Мравинская; ум. 1914), русская оперная певица (лирическое сопрано).
- 1865 — Василий Болотнов (ум. 1939), русский советский художник.
- 1880 — Николай Подвойский (ум. 1948), советский партийный и военный деятель.
- 1891 — Николай Мусхелишвили (ум. 1976), грузинский советский математик и механик, президент Академии наук Грузинской ССР (1941—1972), Герой Социалистического Труда.
- 1893
  - Кэтрин Корнелл (ум. 1974), американская театральная актриса, сценарист, продюсер, владелица театра.
  - Михаил Тухачевский (расстрелян в 1937), военачальник, Маршал Советского Союза, герой Гражданской войны.

### XX век
- 1905 — Алексей Румянцев (ум. 1993), советский и российский экономист, обществовед, социолог, академик.
- 1911 — Владимир Семёнов (ум. 1992), советский дипломат и политический деятель.
- 1920 — Николай Андреев (ум. 1997), советский и российский лингвист, профессор, доктор наук.
- 1924 — Валентина Кропивницкая (ум. 2008), советская и французская художница.
- 1925
  - Валерий Гинзбург (ум. 1998), советский кинооператор, народный артист России, младший брат Александра Галича.
  - Евгений Родыгин (ум. 2020), советский и российский композитор-песенник, народный артист РФ, фронтовик.
- 1926 — Джон Шлезингер (ум. 2003), британский режиссёр театра и кино, лауреат премии «Оскар».
- 1931 — Никита Подгорный (ум. 1982), актёр театра и кино, народный артист РСФСР.
- 1937 — Валентин Бондаренко (ум. 1961), советский лётчик-истребитель, член первого отряда космонавтов СССР.
- 1939
  - Освальдо Дезидери (ум. 2023), итальянский художественный руководитель, художник-постановщик и декоратор кино. Лауреат «Оскара» как художник-постановщик за работу над фильмом «Последний император».
  - Чеслав Немен (наст. фамилия Выджицкий; ум. 2004), польский рок-музыкант, певец и композитор.
  - Николай Севрюгин (ум. 2002), глава Тульской области (1991—1997).
- 1941
  - Ким Чен Ир (ум. 2011), лидер КНДР (1994—2011).
  - Юрий Кузьменков (ум. 2011), актёр театра и кино, заслуженный артист РСФСР.
- 1949 — Евгений Наздратенко, российский политик и государственный деятель, глава Приморского края (1993—2001).
- 1950 — Тодд Маккарти, американский кинокритик, лауреат премии «Эмми» (1991).
- 1954 — Марго Хемингуэй (покончила с собой в 1996), американская модель и актриса, внучка Эрнеста Хемингуэя.
- 1958
  - Айс-Ти (наст. имя Трейси Марроу), американский рэпер, вокалист трэш-метал-группы «Body Count», лауреат «Грэмми».
  - Андрей Баль (ум. 2014), советский и украинский футболист и футбольный тренер.
  - Оскар Шмидт, бразильский баскетболист, член Зала славы баскетбола и Зала славы ФИБА.
- 1959 — Джон Макинрой, американский теннисист, экс-первая ракетка мира, 7-кратный победитель турниров Большого шлема в одиночном разряде.
- 1962 — Джон Бэланс (наст. имя Джеффри Лоуренс Бёртон; ум. 2004), английский музыкант и поэт, основатель группы «Coil».
- 1964
  - Оксана Байрак, украинская киноактриса и режиссёр, сценарист, телеведущая, автор-исполнитель.
  - Бебето (наст. имя Жозе Роберту Гама де Оливейра), бразильский футболист, чемпион мира (1994).
  - Кристофер Экклстон, английский актёр театра кино и телевидения.
- 1965 — Дэйв Ломбардо, барабанщик американской трэш-метал-группы «Slayer».
- 1968 — Александр Непомнящий (ум. 2007), русский поэт, бард, рок-музыкант.
- 1974 — Махершала Али, американский актёр, лауреат двух премий «Оскар».
- 1977
  - Алексей Морозов, российский хоккеист, двукратный чемпион мира (2008, 2009), президент КХЛ (с 2020 года).
  - Сергей Удальцов, российский политический деятель, лидер организации «Авангард красной молодёжи».
- 1979 — Валентино Росси, итальянский мотогонщик, 7-кратный чемпион мира в классе Moto GP.
- 1984 — Усама Меллули, тунисский пловец, двукратный олимпийский чемпион (2008, 2012), многократный чемпион мира.
- 1986 — Джессика фон Бредов-Верндль, немецкая спортсменка-конник, двукратная олимпийская чемпионка (2020).
- 1988
  - Оскарс Мелбардис, латвийский бобслеист, олимпийский чемпион (2014), чемпион мира и Европы.
  - Чжан Цзикэ, китайский игрок в настольный теннис, трёхкратный олимпийский чемпион.
- 1989 — Элизабет Олсен, американская актриса кино и телевидения.
- 1990 — The Weeknd, канадский певец, автор песен и продюсер.
- 1994
  - Федерико Бернардески, итальянский футболист, чемпион Европы (2020).
  - Эйва Макс (урожд. Аманда Кочи), американская поп-певица, автор-исполнитель.

## Скончались
См. также: Категория:Умершие 16 февраля

### До XIX века
- 309 — Памфил Кесарийский (р. 240), раннехристианский богослов.

### XIX век
- 1857 — Илайша Кейн (р. 1820), американский врач и полярный исследователь.
- 1871 — Шамиль (р. 1797), предводитель кавказских горцев, имам Северо-Кавказского имамата.
- 1892 — Генри Уолтер Бейтс (р. 1825), английский естествоиспытатель и путешественник.
- 1899 — Феликс Фор (р. 1841), французский политик, президент Франции (1895—1899).

### XX век
- 1904 — Борис Чичерин (р. 1828), правовед, философ, историк, один из основоположников конституционного права России.
- 1907 — Джозуэ Кардуччи (р. 1835), итальянский поэт, лауреат Нобелевской премии по литературе (1906).
- 1912 — Николай Касаткин (настоящее имя Иван Дмитриевич; р. 1836), русский православный миссионер, первый архиепископ православной церкви в Японии.
- 1916 — Константин Губер (род. 1854), генерал-лейтенант Русской императорской армии.
- 1927 — Йо́нас Басана́вичюс (р. 1851), литовский историк, фольклорист, публицист, общественный деятель.
- 1932 — Фердинанд Бюиссон (р. 1841), французский педагог-реформатор, общественный деятель, лауреат Нобелевской премии мира (1927).
- 1934 — Эдуард Багрицкий (р. 1895), русский советский поэт, драматург, переводчик.
- 1938 — Лев Седов (р. 1906), революционер, издатель, старший сын Льва Троцкого.
- 1946 — Иван Москвин (р. 1874), русский советский актёр, режиссёр, директор МХАТа.
- 1954 — Сенда Беренсон (р. 1868), американская спортсменка и спортивный педагог, «мать женского баскетбола».
- 1957 — Иосиф Гофман (р. 1876), американский пианист и композитор польского происхождения.
- 1962 — Алексей Турищев (р. 1888), русский советский музыкант, композитор, дирижёр, автор музыки песни-марша «Врагу не сдаётся наш гордый „Варяг“».
- 1970 — Фрэнсис Пейтон Роус (р. 1879), американский патолог, первооткрыватель онкогенных вирусов, лауреат Нобелевской премии по физиологии и медицине (1966).
- 1980 — Эрих Хюккель (р. 1896), немецкий физик и химик, один из основоположников квантовой химии.
- 1990
  - Владимир Щербицкий (р. 1918), первый секретарь ЦК Компартии Украины (1972—1989).
  - Кит Харинг (р. 1958), американский художник, скульптор и общественный деятель.
- 1995
  - Василий Шатилов (р. 1902), советский военачальник, Герой Советского Союза.
  - Николай Шундик (р. 1920), советский писатель, дважды кавалер ордена Трудового Красного Знамени.
- 1996 — Владимир Мигуля (р. 1945), советский и российский композитор и певец.

### XXI век
- 2001 — Уильям Мастерс (р. 1915), американский гинеколог, сексолог-исследователь.
- 2006 — Геннадий Цыганков (р. 1947), советский и российский хоккеист, двукратный олимпийский чемпион.
- 2008 — Борис Хмельницкий (р. 1940), советский и российский актёр театра и кино.
- 2011 — Юстинас Марцинкявичюс (р. 1930), литовский поэт, прозаик, драматург.
- 2013
  - Григорий Померанц (р. 1918), российский философ, культуролог.
  - Тони Шеридан (р. 1940), британский певец и гитарист, исполнитель раннего рок-н-ролла.
- 2016 — Бутрос Бутрос-Гали (р. 1922), египетский дипломат, 6-й Генеральный секретарь ООН (1992—1996).
- 2017 — Яннис Кунеллис (р. 1936), греческий и итальянский художник направления арте повера.
- 2022 — Андрей Лопатов (р. 1957), советский баскетболист, чемпион мира и Европы.

- 2024 — Алексей Навальный (р. 1976), российский оппозиционный политический и общественный деятель.

## Народный календарь, приметы и фольклор Руси
Починки. Симеон и Анна. Симеон Саламат. Власий — большие лужи.
- Симеон и Анна — расчинай починки.
- Симеон с Анной сбрую починяют.
- В старину считалось, что в эту ночь домовой заезжает лошадей.
- Симеон Богоприимец покровитель младенцев, ему адресуется молитва о сохранении их здоровья[14].
- По 24 февраля бывает семь крутых утренников: три до Власия, четыре после Власия[15].